# Chrysochlamys dependens
Chrysochlamys dependens är en tvåhjärtbladig växtart som beskrevs av Jules Émile Planchon och Triana. Chrysochlamys dependens ingår i släktet Chrysochlamys och familjen Clusiaceae. Inga underarter finns listade i Catalogue of Life.